# Lillie Range
Die Lillie Range ist ein Gebirgszug in der antarktischen Ross Dependency. Sie erstreckt sich unweit des Mount Fisher bis zum Südrand des Ross-Schelfeises. Zu ihr gehören der Mount Hall, der Mount Daniel, der Mount Krebs und der Mount Mason.
Die Südgruppe der New Zealand Geological Survey Antarctic Expedition (1963–1964) benannte sie nach Arnold Robert Lillie (1909–1999), Professor für Geologie an der University of Auckland.